# ロッド・ファンニ
ロッド・ファンニ（Rod Fanni, 1981年12月6日 - ）は、フランス・マルティーグ出身のサッカー選手。ポジションはDF（右サイドバック、センターバック）。ベナンにルーツを持つ。

## 来歴

### クラブ

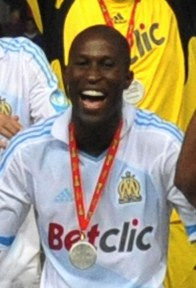
クープ・ドゥ・ラ・リーグ優勝時のファンニ (2011年)

地元クラブのFCマルティーグでプロキャリアをスタートさせると2002-03シーズンに移籍したRCランスでリーグ・アンとUEFAチャンピオンズリーグを経験。OGCニースでは2006年にクープ・ドゥ・ラ・リーグで準優勝、スタッド・レンヌでも2009年にクープ・ドゥ・フランスで準優勝した。
2010年12月にオリンピック・マルセイユへ移籍。400万ユーロでの獲得と報じられた。マルセイユでは5シーズンに渡ってディフェンスリーダーを務め、リーグ戦127試合に出場。クープ・ドゥ・ラ・リーグでは2010年から連覇を達成した。
カタール、イングランドでのプレーを経て、2016年8月31日にオリンピック・マルセイユへ復帰。第一期ほど絶対的な存在ではなかったものの右サイドバック及びセンターバックの控えとして27試合に出場。翌2017-18シーズンにはどちらのポジションでも出場機会を失い2018年頭にクラブとの契約を解除。2018年3月5日にMLSのモントリオール・インパクトへ自由移籍で加入した。

### 代表
2008年10月14日、フランス代表としてチュニジアとの親善試合に出場し、初キャップを記録した。それ以来フランス代表からは遠ざかっていたが、2012-13シーズンに再び活躍し始めると、怪我で離脱したマテュー・ドゥビュシーに代わって久しぶりに招集された。

## 所属クラブ
- FCマルティーグ 2000-2002
- RCランス　2002-2005

→ LBシャトールー 2004-2005 (loan)
- OGCニース 2005-2007
- スタッド・レンヌ 2007-2010.12
- オリンピック・マルセイユ 2010.12-2015
- アル・アラビSC 2015-2016

→ チャールトン・アスレティックFC 2016 (loan)
- オリンピック・マルセイユ 2016-2018
- モントリオール・インパクト 2018-2020

## タイトル

### クラブ
マルセイユ
- クープ・ドゥ・ラ・リーグ : 2011, 2012
- トロフェ・デ・シャンピオン : 2011